# 산호공원
산호공원은 경상남도 창원시 산호동에 위치한 공원이다.

## 꽃무릇 축제
산호공원에서는 매년 9월 14일 꽃무릇 축제가 열린다. 2020년 꽃무릇 축제는 코로나19의 여파로 취소되었다.